# Серебряный стандарт
Пиастры с колоннами, — в будущем символ «$».
Пиастр — от итал. piastra d'argento — плитка серебра.

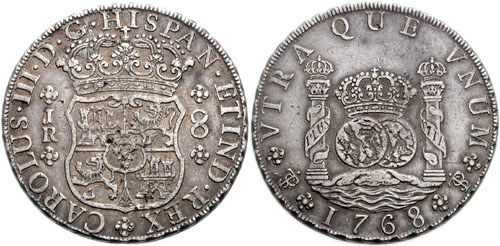
Пиастры 1768 года.Пиастры с колоннами, — в будущем символ «$».Пиастр — от piastra d'argento — плитка серебра.

Серебряный стандарт — денежная система, основанная на серебре.

## История
Серебряный стандарт распространился после падения Византийской империи и господствовал вплоть до XIX века. После открытия в XVI веке крупных месторождений серебра в Серро-Рико около Потоси международный серебряный стандарт оказался связанным с испанским песо. Эти серебряные испанские доллары играли роль мировой валюты в международной торговле в течение почти четырёх сотен лет.

### Угасание
В 1704 году, после провозглашения королевы Анны, Британская Вест-Индия стала одним из первых регионов где был введен золотой стандарт в сочетании с дублонами, золотыми испанскими монетами. В 1717 году мастер Королевского монетного двора (англ. Royal Mint of the United Kingdom), сэр Исаак Ньютон, ввёл новый обменный курс между серебром и золотом, и это привело к де-факто переходу Великобритании на золотой стандарт. После наполеоновских войн Соединенное Королевство ввело золотые соверены и официально приняло золотой стандарт в 1821 году.
В то же время революции в Латинской Америке прервали поставки серебряных долларов (песо), производимых на монетных дворах в Потоси и Лиме. Британский золотой стандарт сначала распространился в некоторых из британских колоний, в частности, Австралии и Южно-Африканской колонии, но не распространяется в североамериканских колониях, в Британской Индии и в Юго-Восточной Азии. Провинция Канада приняла золотой стандарт в 1853 году, а Ньюфаундлендская колония в 1865 году. В США во второй половине XIX века выбор между золотым и серебряным стандартами был важной частью политических дискуссий, закончившихся фактически переходом на золотой стандарт в 1873 году. В том же году на золотой стандарт перешла Германская империя, введя в обращение золотые марки, и в течение последующих 35 лет практически все другие страны перешли на золото. К 1900 году серебряный стандарт оставили только Мексика, Китай и британские колонии Гонконг и Вэйхай. Конец серебряному стандарту пришёл в 1935 году, когда он был отменён в Китае и Гонконге.